# روبرت هوي (ممثل)
روبرت هوي (بالإنجليزية: Robert Hoy)‏ هو ممثل أمريكي، ولد في 3 أبريل 1927 في نيويورك في الولايات المتحدة، وتوفي في 8 فبراير 2010 في Northridge, Los Angeles ‏ في الولايات المتحدة بسبب سرطان.

## أعمال

### أفلام
- (1960) سبارتاكوس[5][6]

## وصلات خارجية
- روبرت هوي على موقع IMDb (الإنجليزية)
- روبرت هوي على موقع قاعدة بيانات الفيلم (الإنجليزية)